# Helsinki Seagulls
El Helsinki Seagulls es un equipo de baloncesto finlandés con sede en la ciudad de Helsinki, que compite en la Korisliiga. Disputa sus partidos en el Nokian Palloiluhalli. En 2013 adquirieron la licencia del desaparecido Torpan Pojat, dando lugar a que muchos de los jugadores de ese equipo jugarán en Helsinki.

## Posiciones en Liga
| Temporada | Nivel | Liga             | Pos. | Copa de Finlandia | Competiciones europeas | Competiciones europeas | Competiciones europeas |
| --------- | ----- | ---------------- | ---- | ----------------- | ---------------------- | ---------------------- | ---------------------- |
| 2013–14   | 2     | First Division A | 1º   |                   |                        |                        |                        |
| 2014–15   | 1     | Korisliiga       | 8º   |                   |                        |                        |                        |
| 2015–16   | 1     | Korisliiga       | 4º   |                   |                        |                        |                        |
| 2016–17   | 1     | Korisliiga       | 3º   |                   |                        |                        |                        |
| 2017–18   | 1     | Korisliiga       | 3º   |                   |                        |                        |                        |
| 2018–19   | 1     | Korisliiga       | 7º   |                   |                        |                        |                        |

## Palmarés
- 1 st Division: 2014 - Div A

## Jugadores destacados
| - Elias Kajander - Jarkko Kyllonen - Carl Lindbom - Eero Lehtinen - Melvin Baker | - Melsahn Basabe - HL Coleman - Deremy Geiger - Josh Gonner - Justin Stommes |